# Matthew Rauch
Matthew Rauch – amerykański aktor filmowy, serialowy i dubbingowy.

## Filmografia
- 2000: Metropolis jako Darren Nordlund[2]
- 2004: Invitation to a Suicide jako Krysztof[2]
- 2004: Frankenfish jako Dan[2]
- 2006: Shark Bait jako Mussel No. 2 / Sponge / Buddy (głos)[2]
- 2007: Życie od kuchni jako Ken[2]
- 2009: Breaking Point jako Dr. Goldberg[2]
- 2011: Stags jako Victor[2]
- 2011–2018: Zaprzysiężeni jako Lawrence Skolnick[2]
- 2011–2012: Treme jako Backer[2]
- 2012: Bez hamulców jako Paramedic[2]
- 2012: Girls Against Boys jako Officer Daniels[2]
- 2013: 80/20 jako Chandler[2]
- 2013: The Ordained jako Marc Christie[2]
- 2013: Wilk z Wall Street jako Stratton Broker #1[2]
- 2013: Antidote jako The Stranger[2]
- 2013: Długi wrześniowy weekend jako Bank Manager[2]
- 2013: Phil Spector jako Mike[2]
- 2013–2016: Banshee jako Clay Burton[2]
- 2014–2016: Banshee Origins jako Clay Burton[2]
- 2014: Irreversible jako Mark[2]
- 2014: Wybrana jako FBI Agent Martin / Agent Martin[2]
- 2016: Shades of Blue jako Keith Colby[2]
- 2016: My First Miracle jako Mark[2]
- 2016: The Interestings jako Baron Scott[2]
- 2017: Prawo i porządek: sekcja specjalna jako Counselor Jay Cochran[2]
- 2018: The Tale jako Aaron[2]